# Mi vida... My Life
Mi Vida... My Life es el primer álbum recopilatorio del dúo Wisin & Yandel, publicado en mayo de 2003 por los sellos Fresh Productions y Líderes Entertainment. El álbum alcanzó el puesto N.º 19 en el Latin Pop Albums y el N.º 56 en el Top Latin Albums, ambas de la revista estadounidense Billboard.
Desde que lanzaron al mercado el disco De otra manera en 2002, el dúo puertorriqueño Wisin & Yandel estuvo un tiempo inactivo en relación con trabajos discográficos propios y comenzó a colaborar en producciones de otros artistas, así como el tiempo que dedicó Yandel a su álbum en solitario ¿Quién contra mí?, que lanzó en septiembre de 2003.
Pero aun así, en 2003, el dúo lanzó su primer álbum recopilatorio que se titula Mi vida... my life bajo el sello de Fresh Production y Universal Music Group. Este disco cuenta con 25 temas de los cuales 3 son inéditos y los 22 restantes son de producciones discográficas anteriores.

## Lista de canciones
| N.º      | Título                                                      | Duración |  |
| 1.       | «Intro» (New; de Wisin)                                     | 1:10     |  |
| 2.       | «Guayale el mahon» (New; de Yandel)                         | 2:26     |  |
| 3.       | «Esta noche hay pelea» (New; de Wisin)                      | 2:48     |  |
| 4.       | «Tu sabes» (New; de Wisin & Yandel)                         | 2:36     |  |
| 5.       | «Dembow» (de La misión 3: A otro nivel, 2002)               | 2:58     |  |
| 6.       | «Vamos a detonar» (de No Fear 3: Deadline, 1998)            | 2:37     |  |
| 7.       | «Gerla» (de Los reyes del nuevo milenio, 2000)              | 3:09     |  |
| 8.       | «Con mi reggae muero» (de Sandunguero, 2001)                | 3:35     |  |
| 9.       | «Ha comenzado una guerra» (de Boricua NY, 2000)             | 2:22     |  |
| 10.      | «La sata» (de De nuevos a viejos, 2001)                     | 3:24     |  |
| 11.      | «Tus dos hombres» (de La misión, 1999)                      | 2:39     |  |
| 12.      | «Pegate» (de De nuevos a viejos, 2001)                      | 2:47     |  |
| 13.      | «Reggae Rockeao» (de De otra manera, 2002)                  | 1:33     |  |
| 14.      | «Dile» (de Los reyes del nuevo milenio, 2000)               | 3:34     |  |
| 15.      | «Quiero verte bailar» (de De nuevos a viejos, 2001)         | 2:35     |  |
| 16.      | «Hola» (de De otra manera, 2002)                            | 2:39     |  |
| 17.      | «Algo paso» (de De otra manera, 2002)                       | 2:18     |  |
| 18.      | «La rockera» (de De nuevos a viejos, 2001)                  | 2:37     |  |
| 19.      | «En busca de ti» (de De nuevos a viejos, 2001)              | 2:48     |  |
| 20.      | «Complaceme» (de De nuevos a viejos, 2001)                  | 3:08     |  |
| 21.      | «La mujer de moda» (de La misión 2, 2001)                   | 2:49     |  |
| 22.      | «No se» (de De otra manera, 2002)                           | 2:24     |  |
| 23.      | «Pena» (de Los reyes del nuevo milenio, 2000)               | 3:25     |  |
| 24.      | «Piden perreo» (con Alexis & Fido; de De otra manera, 2002) | 3:22     |  |
| 25.      | «La vaquera» (de La misión 3: A otro nivel, 2002)           | 3:00     |  |
| 01:08:43 |                                                             |          |  |

## Posicionamiento
| Listas (2001)                     | Mejor posición |
| --------------------------------- | -------------- |
| Estados Unidos (Latin Pop Albums) | 19             |
| Estados Unidos (Top Latin Albums) | 56             |